# Museo d'arte moderna di Saint-Étienne
Il Museo d'arte moderna di Saint-Étienne Métropole (in francese: Musée d'art moderne de Saint-Étienne Métropole) è un museo francese di arte moderna e contemporanea, situato a Saint-Priest-en-Jarez, nei pressi di Saint-Étienne, nel dipartimento della Loira).
L'istituzione è ospitata in un edificio progettato nel 1987 dall'architetto Didier Guichard. Ospita una collezione di circa diciannovemila opere d'arte di autori del XX e del XXI secolo, tra cui Art & Language, Victor Brauner, Fernand Léger, Joan Miró, Pablo Picasso e Marcel Duchamp, in rappresentanza di diverse correnti artistiche.
Il museo possiede inoltre una collezione di fotografie e di oggetti di design di autori quali Charles e Ray Eames, Le Corbusier, Jean Prouvé e Charlotte Perriand.